# Mutters

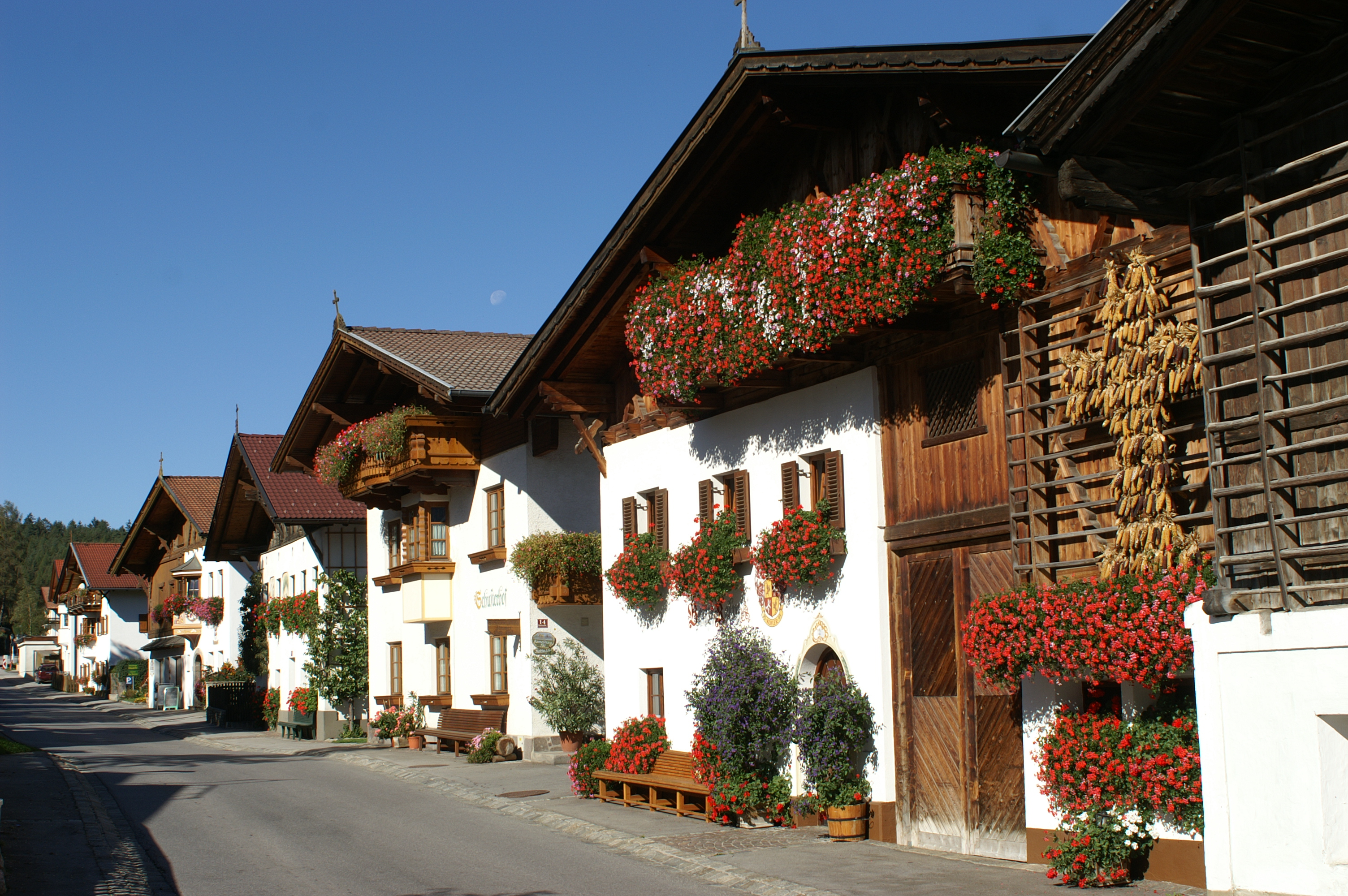
Dorfstraße in Mutters Dorf

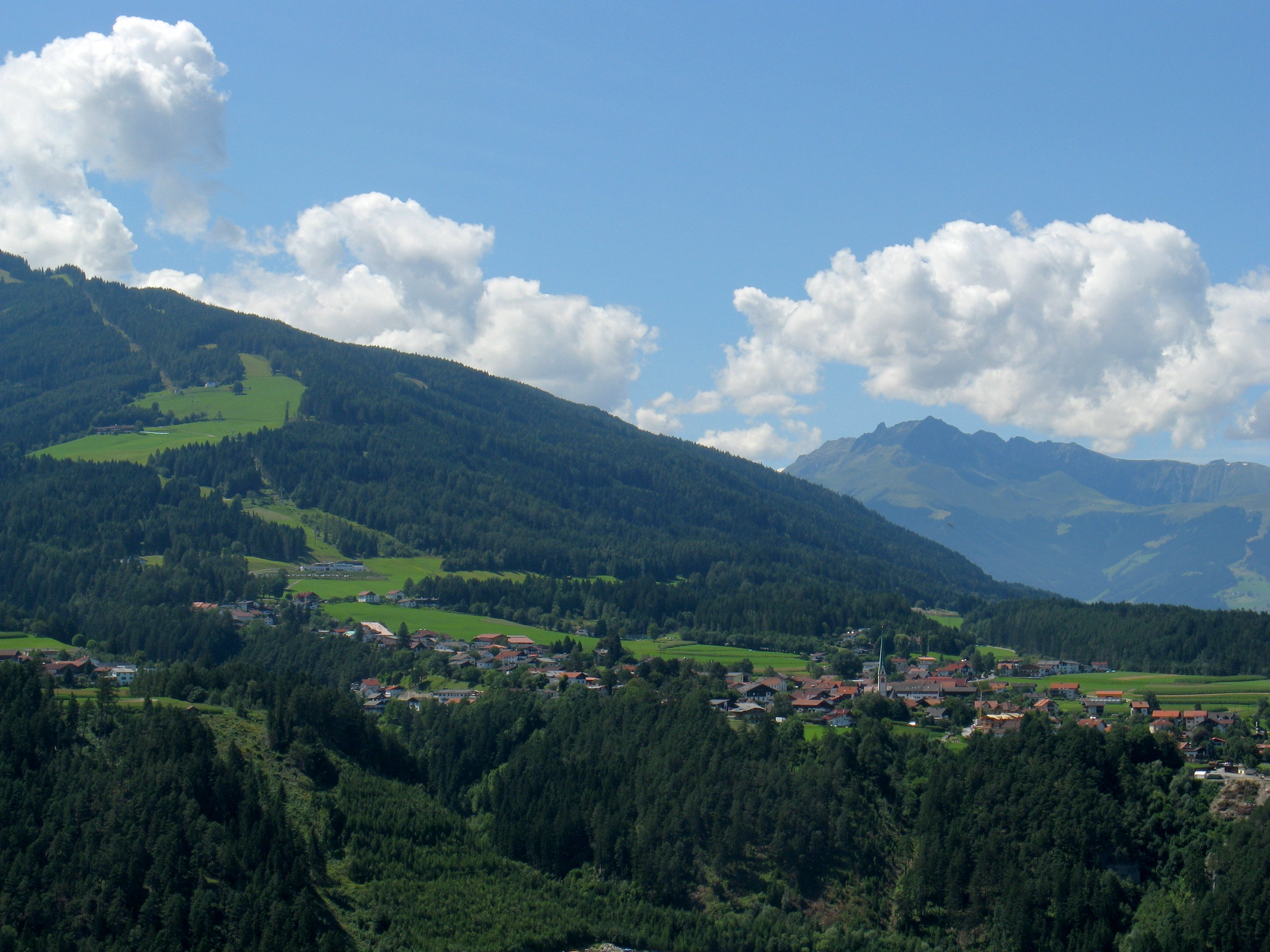
Mutters von Osten

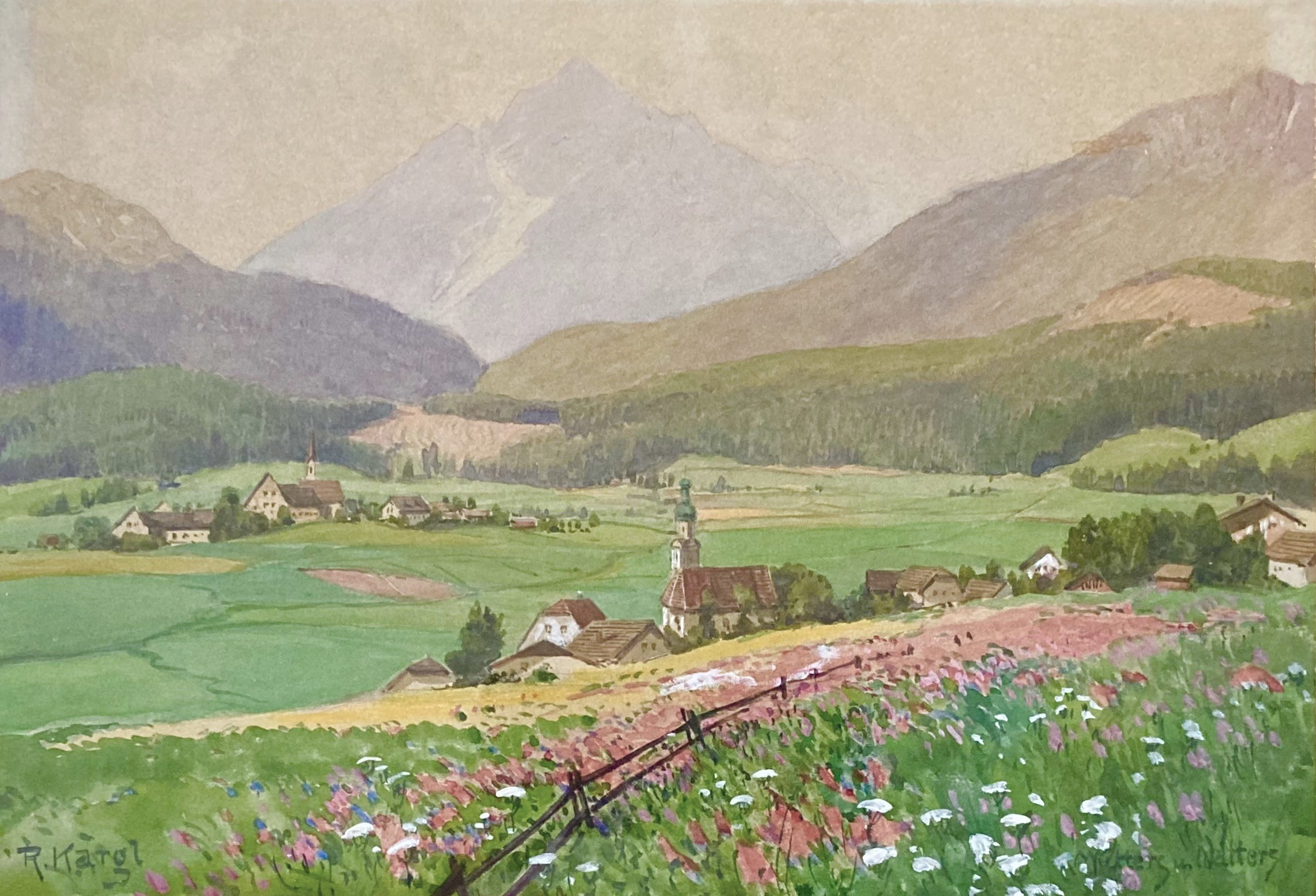
Rudolf Kargl, Mutters und Natters, Aquarell um 1920

Mutters ist eine Gemeinde mit 2307 Einwohnern (Stand 1. Jänner 2024) im Bezirk Innsbruck-Land in Tirol (Österreich). Sie liegt südwestlich von Innsbruck auf einer Mittelgebirgsterrasse am Eingang des Stubaitales zusammen mit der Nachbargemeinde Natters im Gerichtsbezirk Innsbruck.

## Geografie

### Gemeindegliederung
Das Gemeindegebiet umfasst folgende drei Ortschaften (in Klammern Einwohnerzahl Stand 1. Jänner 2024):
- Kreith (197)
- Mutters (1697)
- Raitis (413)

Die Gemeinde besteht aus den Katastralgemeinden Kreith und Mutters.
| Katastralgemeinden                    | Ortschaften in der Gemeinde |
| ------------------------------------- | --- |
| Kreith (6,59 km²) Mutters (12,43 km²) | Kreith (ZH) Holzerhöfe (W) Kohlstattsiedlung (Sdlg) Mutters (D) Gärberbach (R) Raitis (R) Außerkreith (R) Riedbach (R) Unterberg (R) |
| Legende                               | |

| In der Spalte Katastralgemeinden sind sämtliche Katastralgemeinden einer Gemeinde angeführt. In der Klammer ist die jeweilige Fläche in km² angegeben. |
| In der Spalte Ortschaften sind sämtliche von der Statistik Austria erfassten Siedlungen, die auch eine eigene Ortschaftskennziffer aufweisen, angeführt. In der Hierarchieebene derselben Spalte, rechts eingerückt, werden nur Ansiedlungen, die mindestens aus mehreren Häusern bestehen, dargestellt. Die wichtigsten der verwendeten Abkürzungen sind: - M = Hauptort der Gemeinde - Stt = Stadtteil - R = Rotte - W = Weiler - D = Dorf - ZH = Zerstreute Häuser - Sdlg = Siedlung - Hgr = Häusergruppe - E = Einzelgehöft (nur wenn sie eine eigene Ortschaftskennziffer haben) Die komplette Liste der Statistik Austria ist in: Topographische Siedlungskennzeichnung nach STAT Zu beachten ist, dass manche Orte unterschiedliche Schreibweisen haben können. So können sich Katastralgemeinden anders schreiben als gleichnamige Ortschaften bzw. Gemeinden. Quelle: Statistik Austria – |

Der Ortskern ist in seinem dörflich-bäuerlichen Charakter gut erhalten. Durch die Nähe zur Landeshauptstadt Innsbruck kam es zu einer regen Siedlungstätigkeit.

### Nachbargemeinden
Götzens, Innsbruck, Natters, Schönberg im Stubaital, Telfes im Stubai

### Bevölkerungsentwicklung
EinwohnerJahr600900120015001800210024001860189019201950198020102040EinwohnerEinwohnerentwicklung von Mutters

## Geschichte
Wahrscheinlich war die Gegend um Mutters schon in der Jungsteinzeit um 3000 v. Chr. besiedelt. Erste Urnenfunde sind aus der Bronzezeit belegt. Um die Jahreswende 1115/16 wird „Muttres“ erstmals urkundlich (im Traditionsbuch des Klosters Ebersberg) erwähnt; der Name leitet sich vermutlich vom rätoromanischen mutt „Hügel“ ab.
1727 fiel ein Teil des Dorfes einem Brand zum Opfer.
Die Bevölkerung wurde durch die Napoleonischen Kriege 1796/1797 und 1809 stark in Mitleidenschaft gezogen. Beim „Schupfenwirt“ an der Brennerstraße schlug Andreas Hofer während der Schlachten am Bergisel im Mai und August 1809 sein Hauptquartier auf.
Kurt Schuschnigg, Bundeskanzler im österreichischen Ständestaat, lebte bis zu seinem Tode 1977 in der Gemeinde, deren Ehrenbürger er bis heute ist.

## Kultur und Sehenswürdigkeiten

### Bauwerke
- Pfarrkirche hl. Nikolaus
- Gasthof Schupfen mit Andreas Hofer-Zimmer
- Stephansbrücke

### Brauchtum
Seit rund 200 Jahren wird der Dorfpatron Hl. Nikolaus an seinem Namenstag mit dem „Bumsa-Schiaßn“ gefeiert.
Die Bumsa-Kanone ist ein wie ein Holzfass aus Dauben und zehn Reifen gefertigter großer Schalltrichter, der sich auf vier Meter Länge kegelig von 40 auf 140 Zentimeter Durchmesser erweitert und auf zwei Schrageln am Berg aufgelegt wird. In das Mundloch der Abschlusswand am schmalen Ende passt gerade der Lauf eines alten Tiroler Vorderladers, der am 6. Dezember ab fünf Uhr mehrmals gefeuert wird und dank der Kanone laut „bumst“.
Brauch ist es auch, dass Einwohner der Nachbargemeinde Natters die dafür verwendete Kanone zu stehlen versuchen. Dafür haben sie ab 5. Dezember 12 Uhr genau 24 Stunden Zeit, während der die Kanone natürlich entsprechend bewacht wird. Dafür zuständig ist die BBV, die Bumsa-Bewachungsvereinigung. 2010 verschwand die Kanone schon etwa zwölf Stunden vor diesem traditionellen Zeitrahmen, weshalb der Bürgermeister der Bestohlenen ein 90-minütiges Ultimatum für die Rückgabe setzte, das erfolglos verstrich und daher dann die Polizei zu Hilfe rief. Die Kanone tauchte wieder auf. 2024 gelang der Diebstahl wieder, sodass das Schießen ohne die Verstärkung durch die Bumsa erfolgen musste.

## Wirtschaft und Infrastruktur
In Mutters spielt der Tourismus eine wichtige Rolle (Sommertourismus überwiegt), daneben gibt es in Gärberbach ein neu angelegtes Gewerbegebiet.
Bereits 1904 bekam der Ort Anschluss an die Stubaitalbahn, die das Gemeindegebiet mit 6 Haltestellen erschließt. Weiterhin ist Mutters von Innsbruck aus über die Brenner-Bundesstraße erreichbar.
1953 wurde die Muttereralmbahn errichtet, die bis 2000 in Betrieb war und im Jänner 2006 nach einem Neubau wiedereröffnet wurde. Diese führt auf das Schigebiet der Mutterer Alm. Weiterhin bestand der Schlepplift Götzner Grube als Anschluss an die Muttereralmbahn. Jüngst wurde der Schlepplift wieder aktiviert. Eine direkte Sesselbahn (Birgitzbahn, 4er-Hochgeschwindigkeitsbahn kuppelbar) über das Birgitzköpfl ist derzeit – nach langen Verhandlungen – in konkreter Planung.
Die Gemeinde ist Mitglied im Klimabündnis Tirol.

## Politik

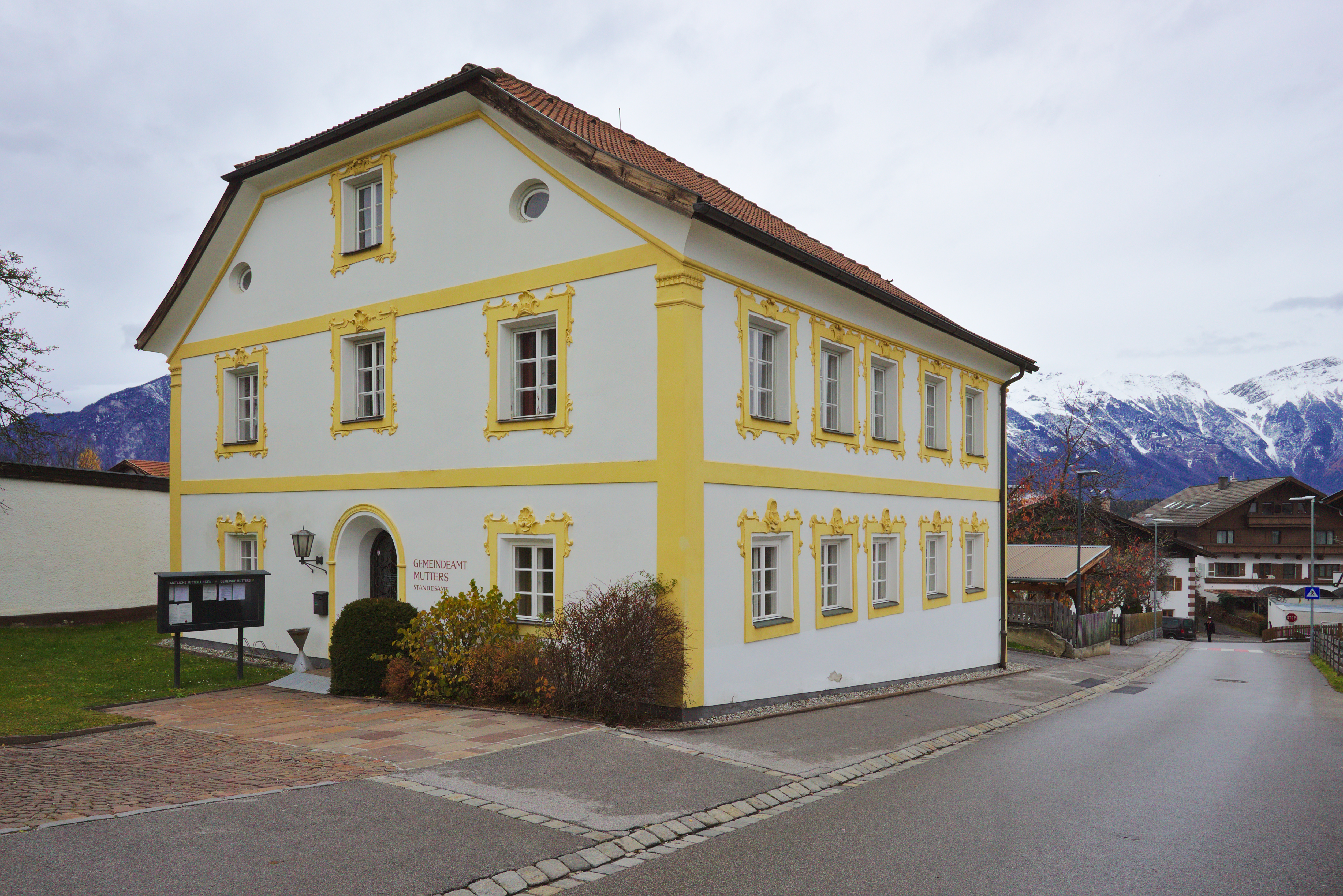
Gemeindeamt

### Bürgermeister
Die letzten Bürgermeisterwahlen fanden gleichzeitig mit den Gemeinderatswahlen im Jahr 2022 statt. Peer Hansjörg wurde wieder zum Bürgermeister gewählt.

### Sitzverteilung im Gemeinderat
| Partei                                  | 2022             | 2022             | 2022                 | 2016    | 2016    | 2016                 |
| Partei                                  | Prozent          | Stimmen          | Sitze im Gemeinderat | Prozent | Stimmen | Sitze im Gemeinderat |
| --------------------------------------- | ---------------- | ---------------- | -------------------- | ------- | ------- | -------------------- |
| Wir Mutterer mit BM Hansjörg PEER (WIR) | 50,22            | 687              | 8                    | 51,08   | 686     | 9                    |
| Mutters Aktiv (AKTIV)                   | 26,75            | 366              | 4                    | 19,21   | 258     | 3                    |
| MuttersPLUS (PLUS)                      | 23,03            | 315              | 3                    | 14,37   | 193     | 2                    |
| Die Grünen Mutters                      | nicht kandidiert | nicht kandidiert | nicht kandidiert     | 10,05   | 135     | 1                    |
| Dorfliste                               | nicht kandidiert | nicht kandidiert | nicht kandidiert     | 5,29    | 71      | 0                    |

### Wappen
Blasonierung: In Gold eine grüne Spitze, darin drei goldene Kugeln eins zu zwei über einem goldenen Buch.
Die Verleihung des Gemeindewappens erfolgte am 30. November 1983. Die Spitze im Wappen versinnbildlicht die Saile (Nockspitze). Das Buch und die drei Kugeln, die Beizeichen des Hl. Nikolaus, erinnern an den Kirchenpatron der Gemeinde Mutters (6. Dezember). Die Farben der Gemeindefahne sind gelb-grün.

## Söhne und Töchter der Gemeinde
- Anni Kraus (1897–1986), Mundartschriftstellerin
- Matthias Auckenthaler (1906–1936), Alpinist
- Othmar Peer (* 1953), Sportmoderator
- Harald Schrott (* 1967), Schauspieler
- Kurt Schuschnigg (1897–1977), österreichischer Politiker